# Olga Kovalková
Olga Kovalková (* 26. ledna 1984, Minsk, Sovětský svaz) je běloruská aktivistka a členka vedení opoziční Koordinační rady.
V listopadu 2019 oznámila svůj záměr kandidovat v běloruských prezidentských volbách.
Dne 25. srpna 2020 byla Kovalková v Bělorusku odsouzena k deseti dnům vězení. Dostala informaci, že buď ze země odejde, nebo ji čeká dlouhé věznění. Z věznice pak byla dopravena na hranici s Polskem, odkud pak autobusem dojela do Varšavy.
Dne 21. září 2020 Kovalkovou a další členy běloruské opozice, Svjatlanu Cichanouskou a Pavla Latušku, přijal Výbor pro zahraniční věci Evropského parlamentu.